# Grit Kallin-Fischer
Grit Kallin-Fischer (née Margrit Vries en 1897 à Francfort-sur-le-Main et décédée le 17 juillet 1973 à Newtown, Pennsylvanie) est une photographe, graphiste et sculptrice allemande, formée à l'école du Bauhaus.

## Biographie
Grit Kallin-Fischer grandit à Francfort-sur-le-Main et entre dans un pensionnat en Belgique à l'âge de 13 ans. Elle y commence sa formation artistique en tant que peintre. Elle peint principalement des paysages et des natures mortes florales. Plus tard, elle prend des cours de peinture avec Karl Doerbecker à Marbourg et, de 1915 à 1917, elle étudie la peinture avec Lovis Corinth à l'Académie des arts de Leipzig.  Après la Première Guerre mondiale, Grit Kallin-Fischer se rend à Berlin. Là, elle rejoint les cercles d'artistes et rencontre le musicien Marik Kallin, un émigrant russe. Le couple se marie en 1920 et déménage à Londres mais se sépare en 1926. Grit Kallin-Fischer retourne alors en Allemagne. En 1927, elle s'inscrit comme étudiante au Bauhaus de Dessau. Elle a alors 29 ans et est déjà une artiste accomplie,.  
Après les cours préliminaires avec Josef Albers, Paul Klee et Vassily Kandinsky, elle étudie à l'atelier du métal avec László Moholy-Nagy. Elle est une des rares femmes avec Marianne Brandt à avoir pu entrer dans cet atelier. 
Son travail est orienté vers l'abstraction et certaines œuvres montrent qu’elle maîtrise les exercices imposés, notamment le cours de Klee qui enseigne aux étudiants comment montrer la sensation de poids en tant qu’élément artistique, en équilibrant la charge et la contre-charge.  
Elle participe également à la classe de théâtre de Oskar Schlemmer où elle conçoit des décors et des costumes. Elle prend aussi ses premières photos durant son passage au Bauhaus et ce sont elles que l'on retient plus particulièrement. Elles se démarquent des autres photographies prises au Bauhaus par leur lumière, leur langage original et leur qualité artistique. 
En 1928, elle quitte le Bauhaus et se rend à Berlin avec l'Américain Edward Fischer.  
En 1930, Grit Kallin fait des photos pour le magazine « Gebrauchsgrafik ». En 1931, elle participe à l'exposition « Foreign Advertising Photography » à New York, avec des personnalités célèbres de la photographie et de la publicité comme que Herbert Bayer, László Moholy-Nagy, Baron Adolphe de Meyer et Florence Henri.  
Grit Kallin-Fischer et Edward Fischer se marient en 1934 après qu'elle a divorcé de Marik Kallin en 1933. En 1934, le couple s'installe à New York. En 1937, ils emménagent dans une maison conçue pour eux par Walter Gropius et Marcel Breuer.    
Après la Seconde Guerre mondiale, elle ne prend plus de photos mais se consacre à la sculpture et au graphisme. En 1947, elle voyage en Europe, où elle travaille avec le sculpteur suisse Hermann Hubacher à Zurich et le sculpteur italien Marino Marini à Milan.  
Grit Kallin-Fischer décède à Newton, en Pennsylvanie le 17 juillet 1973 après une longue carrière artistique.